# Dittrich Verlag
Der Dittrich Verlag ist ein deutscher Publikumsverlag mit Sitz in Weilerswist-Metternich (Nähe Köln/Bonn). Der Verlag publiziert Sachbücher, Belletristik und Unterhaltungsliteratur.

## Geschichte
Der Verlag von Volker Dittrich wurde 1990 in Köln gegründet. Schwerpunkte bildeten neben Belletristik Bücher über Musik- und Theatergeschichte. Zu den wichtigen Projekten gehörte die Roman-Tetralogie Die Kinder des Sisyfos von Erasmus Schöfer. Seit Januar 2016 wird der Verlag, der von 2003 bis 2016 seinen Sitz in Berlin hatte, als Imprint in der Velbrück GmbH Verlage in Weilerswist-Metternich geführt. Seit 2024 erscheint die Literaturzeitschrift Akzente im Verlag.

## Programm
Im Bereich Sachbuch werden Bücher zur Neueren und Neuesten Geschichte, insbesondere zur Erforschung des Holocaust, Biografien sowie Bücher zu aktuellen politischen, wirtschaftlichen, kulturellen und gesellschaftlichen Themen veröffentlicht.
In der Belletristik führt der Verlag neben renommierten Autorinnen und Autoren wie Ingrid Bachér, Anne Dorn, Erasmus Schöfer, Rainer Wieczorek, Walter Kaufmann, Alphons Silbermann und Barbara Beuys auch junge Talente wie Ramona Raabe, Sabine Bergk, Constantin Klemm oder Wilm Hüffer.
In der Programmsparte „Spannung“ erscheinen Thriller und Krimis, u. a. mit historischem Hintergrund.
Das Gros der seit 2016 erschienenen oder nachaufgelegten Titel ist auch als digitale Version erhältlich. Seit 2022 erscheint im Web-Auftritt des Verlages das kostenfreie Dittrich-Magazin.

## Autoren (Auswahl)
- Lindita Arapi,
- Felicitas von Aretin,
- Ingrid Bachér,
- Renato Baretic,
- Svetislav Basara,
- Jakob Bedford,
- Sabine Bergk,
- Dietmar Berger,
- Hugo Bergham,
- Barbara Beuys,
- Barbara Bongartz,
- Christoph D. Brumme,
- Franz Josef Brüseke,
- Johannes Czwalina,
- Anne Dorn,
- Claus Helmut Drese,
- Christian Dürnberger,
- Fahimeh Farsaie,
- Joseph Groben,
- Ludwig Homann,
- Michael F. Huse,
- Wilm Hüffer,
- Christo Karastojanow,
- Constantin Klemm,
- Lili Koehler,
- Walter Laufenberg,
- Georg Meier,
- Wolfgang Mock,
- Azin Heidari Nejad,
- H.J. Perrey,
- Ramona Raabe,
- Jenny Schon,
- Caspar von Hauenschild,
- Berndt W. Wessling,
- Rainer Wieczorek und
- Boris Zabarko.

## Belege
1. ↑  Dittrich Verlag. Abgerufen am 29. Juli 2022.
2. ↑  Hanser Verlag gibt die Literaturzeitschrift „Akzente“ ab. 5. November 2024, abgerufen am 5. November 2024.